# Tormellas
Tormellas ist ein zentralspanischer Ort und eine Gemeinde (municipio) mit 35 Einwohnern (Stand: 2024) in der Provinz Ávila in der Autonomen Region Kastilien-León. Neben dem namensgebenden Hauptort Tormellas gehört die Ortschaft Navamures zur Gemeinde.

## Lage und Klima
Die Gemeinde Tormellas liegt auf der Nordseite der Sierra de Gredos im Westen der Provinz Ávila in einer durchschnittlichen Höhe von ca. 1065 m. Die Entfernung nach Ávila beträgt knapp 75 km (Fahrtstrecke) in ostnordöstlicher Richtung. Das Klima ist gemäßigt bis warm; der Regen (1093 mm/Jahr) fällt mit Ausnahme der trockenen Sommermonate übers Jahr verteilt.

## Bevölkerungsentwicklung
| Jahr      | 1970 | 1981 | 1991 | 2001 | 2011 | 2021 |
| Einwohner | 329  | 203  | 152  | 105  | 65   | 37   |

## Sehenswürdigkeiten

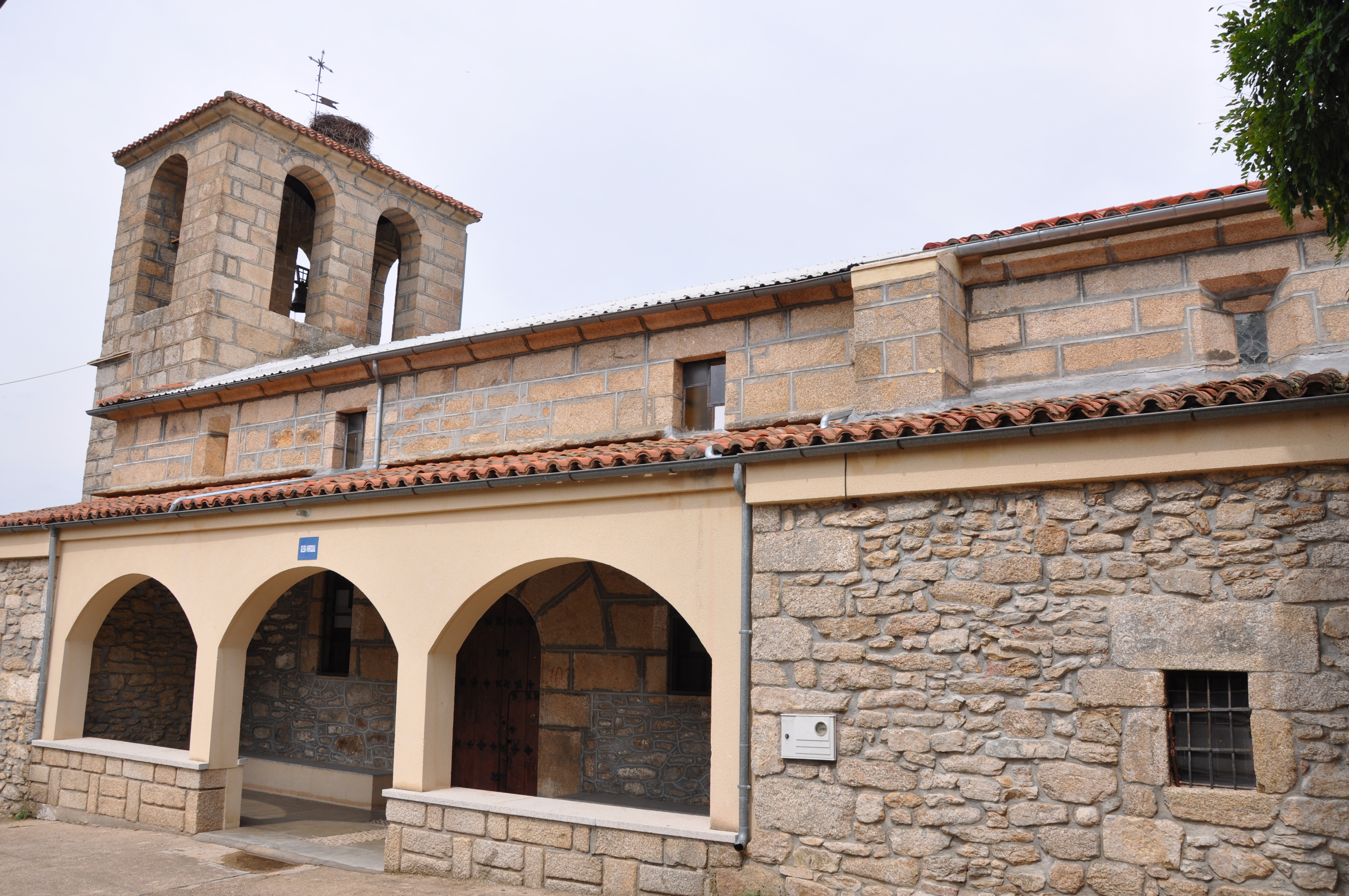
Kirche Mariä Himmelfahrt

- Kirche Mariä Himmelfahrt